# Alexander Levitzki

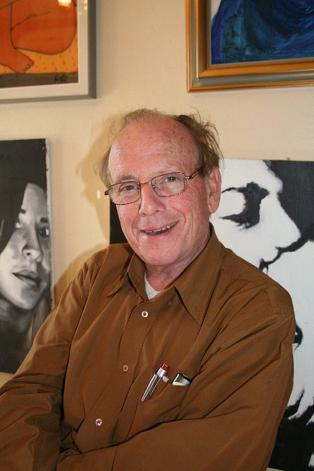
Alexander Levitzki (2008)

Alexander Levitzki (* 13. August 1940 in Jerusalem) ist ein israelischer Biochemiker, bekannt für die Entwicklung neuer Krebstherapien.

## Leben
Levitzki, Sohn des Mathematikers Jacob Levitzki, studierte Biochemie an der Hebräischen Universität (Master-Abschluss 1963), wo er 1968 summa cum laude promoviert wurde (an der Hebräischen Universität und am Weizmann-Institut). Danach war er bis 1971 Postdoktorand bei Daniel E. Koshland an der University of California, Berkeley. Er wurde 1970 Senior Scientist und 1974 Associate Professor am Weizmann-Institut für Wissenschaften. 1974 wurde er Associate Professor und 1976 Professor an der Hebräischen Universität in Jerusalem. Er war Gastprofessor an verschiedenen kalifornischen Universitäten (Berkeley, Stanford, San Francisco) und Gastwissenschaftler am NIH in Bethesda.
Levitzki ist für die Entwicklung von Inhibitoren verschiedener Proteinkinasen bekannt, die bei bestimmten Krebserkrankungen erzeugt werden. Daraus entstand das Medikament Gleevec von Novartis (1996) gegen die Leukämie-Variante CML.
Seit 1982 ist er gewähltes Mitglied der European Molecular Biology Organization. 2005 erhielt er den Wolf-Preis in Medizin. 1990 erhielt er den Israel-Preis und den Rothschild-Preis. Er ist seit 1999 Mitglied der Israelischen Akademie der Wissenschaften, seit 2010 ordentliches Mitglied der Academia Europaea und seit 2017 auswärtiges Mitglied (Foreign Associate) der National Academy of Sciences.